# Lycenchelys antarctica
Lycenchelys antarctica är en fiskart som beskrevs av Regan, 1913. Lycenchelys antarctica ingår i släktet Lycenchelys och familjen tånglakefiskar. Inga underarter finns listade i Catalogue of Life.